# Gerard Kerkum
Gerard Kerkum (ur. 17 grudnia 1930 w Rotterdamie, zm. 26 maja 2018 tamże) – holenderski piłkarz występujący podczas kariery na pozycji obrońcy.
Przez całą swoją karierę piłkarską był związany z Feyenoordem. Grał w nim w latach 1951–1965. Trzykrotnie zostawał mistrzem Holandii oraz raz zdobył puchar Holandii. Był także prezesem Feyenoordu w latach 1982–1989 oraz 2006–2007. Zanotował jeden występ w narodowej reprezentacji, w roku 1960.
Zmarł 26 maja 2018 roku w Rotterdamie po długiej, nieuleczalnej chorobie.